# Shan Sa
Shan Sa (山飒) és una poetessa i novel·lista xino-francesa; va néixer el 26 d'octubre de 1972 a Pequín. Va començar escrivint en la seva llengua materna, el xinès. L'any 1990, va obtenir l'equivalent al batxillerat a la Xina, i aquell mateix any, va decidir abandonar el país després dels esdeveniments de Tian'anmen. El 1992, a França, va obtenir el títol de batxiller en lletres i filosofia. Va treballar com a secretària del pintor Balthus entre 1994 i 1996, i l'esposa d'aquest pintor li va ensenyar les costums japoneses. Més tard escriuria moltes novel·les en francès.

## Obra
- 1983, Els Poemes de Yan Ni
- 1988, Libèl·lula vermella, poemari
- 1989, Neu, poemari
- 1990, Que torni la primavera, poemari
- 1997, La porte de la paix céleste, La porta de la pau celeste, la seva primera novel·la en llengua francesa, va rebre la beca Goncourt el 1998
- 1999, Les quatre vies du saule, Les quatre vides del salze, novel·la (Premi Cazes el 1999)
- 2000, Le Vent vif et le glaive rapide, El vent viu i el bri ràpid, poesia
- 2001, La joueuse de go, La jugadora de go, novel·la (Premio Goncourt des lycéens el 2001)
- 2002, Le miroir du Calligraphe, El mirall del cal·lígraf, assaig (pintures i poesies)
- 2003, Impératrice, Emperadriu, novel·la